# Judith Sheindlin
Judith Sheindlin (Brooklyn, Nova York, 21 de outubro de 1942) é advogada, juíza, autora e personalidade televisiva estadunidense. 
É famosa por apresentar um programa de televisão onde atua como juiza em casos civis sob a lei norte-americana.